# Antimalarik
Ántimalárik je zdravilo ali učinkovina, ki se uporablja za zdravljenje malarije. Prvi znani antimalarik, ki so ga začeli uporabljati že v 17. stoletju, je bil kinin, v tridesetih letih 20. stoletja pa ga je zamenjal klorokin, ki je najpomembnejši in najpogosteje uporabljani antimalarik do danes. Zadnjih 50 let se za zdravljenje malarije uporabljata
dve glavni skupini zdravil, zaviralci sinteze folata in kinolini, novejša pa je uporaba nekaterih antibiotikov, atovakvna, pironaridina in artemizininskih derivatov (npr. vodotopni artesunat in lipidotopna artemeter in arteter). Zaradi pojava odpornosti proti večini učinkovin na tržišču se danes pogosteje uporabljajo kombinacije različnih učinkovin.

## Skupine antimalarikov
Na tržišču je več skupin zdravil za zdravljenje malarije:
- kinolini
  - aminoalkoholni kinolini: kinin, meglokin, halofantrin, lumefantrin
  - 4-aminokinolini: klorokin, amodiakin, piperakin, naftokin, pironaridin
- artemizinin in njegovi derivati: 
  - artemizinin
  - lipofilni polsintezni derivati artemizinina: artemeter, arteeter
  - hidrofilni polsintezni derivati artemizinina: artesunat, artelinska kislina
- zaviralci sinteze folata
  - zaviralci dihidropteoat sintetaze: sulfadoksid, dapson
  - zaviralci dihidrofolat reduktaze: pirimetamin, progvanil, klorprogvanil
- zaviralci prenosa elektronov: atovakon
- antibiotiki z antimalarijskim delovanjem
  - tetraciklini: doksiciklin, tetraciklin

### Kinolini
Kinolinske antimalarijske učinkovine imajo v svoji kemijski strukturi heterociklični naftalen z enim dušikovim atomom. Delujejo tako, da deluje na proces razstrupljanja hema. Plazmodij, povzročitelj malarije, razgrajuje gostiteljev hemoglobin in s tem pridobiva aminokisline za sintezo lastnih beljakovin. Pri tem se sprošča hem, ki bi lahko v povzročitelju povzročil oksidativni stres, saj plazmodij nima encima hem-oksidaze za razgradnjo hema. Zato se je pri plazmodijih razvila alternativna pot razstrupljanja hema, in sicer posedujejo sistem, ki povzroči kristlizacijo hema. Kinolini preprečijo kristalizacijo hema in tako povzročijo smrt povzročitelja.

## Zgodovina
Najstarejša izpričana raba izvira s Kitajske, kjer so za lajšanje simptomov uživali ćinghao. Ameriški domorodci so zoper vročico uživali lubje kininovca.